# William Conway (marine américaine)
Pour les articles homonymes, voir William Conway.
William Conway (1802 - 30 novembre 1865) était un quartier-maître de la marine américaine né à Camden, dans le Maine aux États-Unis. Lors de la reddition du chantier naval de Pensacola (également connu sous le nom de Pensacola Navy Yard et Warrington Navy Yard) aux rebelles le 12 janvier 1861, le lieutenant confédéré Frederick B. Kinshaw ordonna à Conway d'abaisser le drapeau américain. Celui-ci répondit : "J'ai servi sous ce drapeau pendant quarante ans, et je ne le ferai pas." Pour son refus, Conway a été arrêté et mis aux fers. Peu de temps après, il a été envoyé dans le nord, où il est resté jusqu'à sa mort à Brooklyn, New York. Pour son action patriotique, Conway a reçu une médaille d'or des citoyens de Californie.
En août 1906, le monument au quartier-maître William Conway est inauguré à Camden, un bloc de granit sur lequel est apposée une plaque commémorative en bronze "honorant sa solide loyauté".

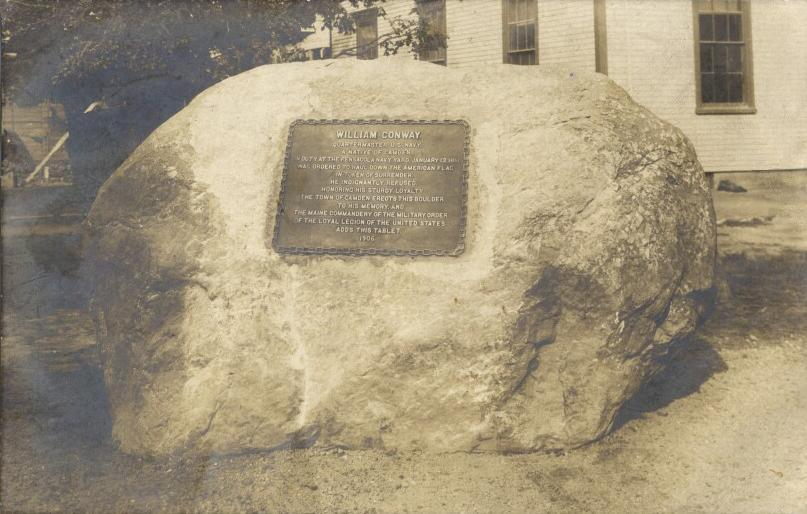
Monument de Conway vers 1910.

## Hommages
Deux destroyers ont été nommés USS Conway en son honneur.